# Bedřich Bridel
Bedřich Bridel, též Fridrich Bridel, Bridelius nebo Brydelius, (1. dubna 1619 Vysoké Mýto – 15. října 1680 Kutná Hora) byl český barokní spisovatel, básník a jezuitský misionář.

## Život

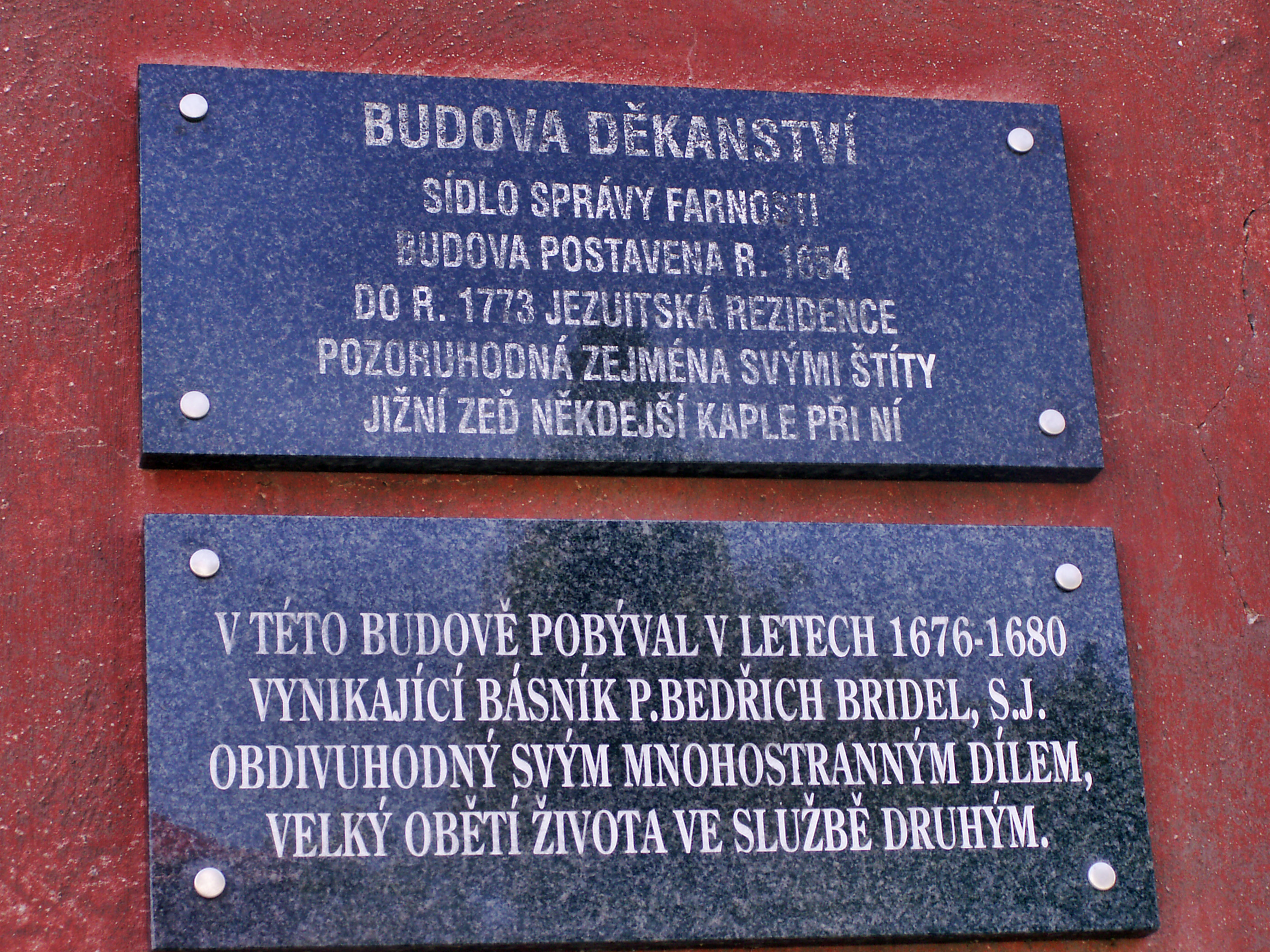
Pamětní deska na děkanství v Golčově Jeníkově

Bridel byl synem mladšího městského písaře a syndika Václava Bridla (cca 1585-1643). Studoval nejprve na gymnáziu v pražském Svatováclavském semináři. Do jezuitského řádu vstoupil v osmnácti letech roku 1637. Společně se svým spolužákem Bohuslavem Balbínem vystudoval teologii a filosofii. Vysvěcen na kněze byl roku 1650 a poté působil jako profesor rétoriky a poetiky na Karlově univerzitě. Protože měl značné finanční prostředky, založil roku 1656 v Klementinu tiskárnu, kterou vedl jako správce. V té době také napsal většinu svých významných děl. V roce 1660 se však začal věnovat misijní činnosti na Boleslavsku, Čáslavsku, Hradecku a Chrudimsku, kde obracel lidi na katolickou víru. Zemřel roku 1680, když pomáhal ošetřovat nemocné morem v Kutné Hoře při velké morové epidemii v českých zemích.
Jeho celoživotní tvorbu tvoří asi třicet děl. Hojně překládal a psal legendy, písně, básně i filosofická, meditativní a náboženská didaktická díla. Většina z nich vyšla ve své době anonymně, jen výjimečně byla podepsána monogramem F.B.S.I. O Bridelově autorství některých děl nevěděli ani někteří jeho současníci.

## Dílo
- Vita sancti Ivani (1656), latinsky napsaný život svatého Ivana,
- Život svatého Ivana (1657), spis o životě svatého Ivana, syna charvátského krále Gestimula a jeho ženy Alžběty, který se na své pouti dostal až do Čech a žil zde jako poustevník.
- Jesličky (1658), vánoční kancionál,
- Co Bůh? Člověk? (1659), poetická skladba dnes považována za vrcholné dílo české barokní poezie.[4] Je pojata jako promluva samotného básníka v první osobě k Bohu. Básník vede úvahu nad mladostí a pomíjivostí člověka v protikladu k nekonečnosti a velikosti Boha. Celé dílo vyzdvihuje kontrast lidské bytosti a Boha.
- Hodinky o sv. arciotci Ignaciovi, Rozjímání sv. Ignacia, Hodinky o sv. Františku Xaveriovi, Píseň sv. Xaveria toužebná o lásce Boží a Plavba do Japonie (vše 1659), vytištěno v jednom svazku společně s básní Co Bůh? Člověk?.
- Svatý František Xaverius z Tovaryšstva Ježíšového (1659),
- Stůl Páně (1659), spis s eucharistickou tematikou,
- Jiskra slávy Svatoprokopské (1662),
- Trýlistek jarní (1662),
- Katechizmus (1672),
- Příprava k výborné smrti (1680), báseň
- Katechizmus katolický (1681–1684), nová úprava vydání z roku 1672 s přídavkem Křesťanské učení veršemi vyložené.

## Edice
- Rozjímání o nebi v noci na jitřní Božího narození, Lidové závody tiskařské a nakladatelské, Olomouc 1931, báseň z Jesliček vybral a do tisku připravil Josef Vašica,
- Píseň o svatého Prokopa kněžstvu, Josef Vašica, soukromý tisk, Olomouc 1932,
- Slavíček vánoční, Josef Hrachovina, Praha 1933, k vydání připravil Vilém Bitnar, znovu Zdeněk Bjaček, Praha 1937.
- Co Bůh? Člověk?, Bohuslav Durych, Přerov 1934, k vydání připravil Josef Vašica,
- Život svatého Ivana, prvního v Čechách poustevníka a vyznávače, Benediktýnské opatství v Břevnově, Praha 1936, k vydání připravil Josef Vašica,
- Křesťanské učení veršemi vyložené, Exerciční dům Otců Redemptoristů, Frýdek 1939, k vydání připravil Josef Vašica,
- Trýlistek jarní, Akord, Brno 1943, k vydání připravil Josef Vašica,
- Slavíček vánoční, Krystal, Praha 1993, k vydání připravil Jiří Kroupa,
- Básnické dílo, Torst, Praha 1994, k vydání připravil Milan Kopecký, znovu 1999.
- Jesličky, Trinitas, Svitavy 1999, k vydání připravili Milan Kopecký a Michaela Horáková,
- Já semotám motání, BB art, Praha 2002, vybral a uspořádal Zdeněk Hron.
- Hymny, písně, legendy, Host, ÚČL AV ČR, Brno 2020, vybral, uspořádal a komentář napsal Jan Linka